# Franziska von Stengel
Franziska von Stengel (* 6. Mai 1801 in Mannheim; † 27. Mai 1843 ebenda) war eine deutsche Schriftstellerin. Sie schrieb den Roman Der Pflicht geopfert.

## Leben
Franziska von Stengel heiratete 1823 Carl Friedrich Philipp von Martius. Das Paar hatte einen Sohn, den Chemiker Carl Alexander von Martius.

## Werke (Auswahl)
- Adrienne. Marx, Karlsruhe 1829.
- Die Assasinen. Löffler, Mannheim 1832.
- Die letzten Zapolya. Groos, Heidelberg.
- Monica, die Gottgeweihte. Groos, Heidelberg.

Quelle: